# Bernhardus Varenius
Bernhard Varen, latinizado Bernhardus Varenius (Hitzacker, Alemania, 1622-1650) fue un geógrafo alemán, considerado el fundador de la geografía científica, por estudiar la conexión causal de los hechos geográficos, de acuerdo con una sistemática trazada de antemano.

## Biografía
Sus trabajos constituyeron un hito fundamental en la génesis de la moderna geografía científica. 
Bernhard Varen, conocido por la versión latinizada de su nombre como Bernhardus Varenius o Bernardo Varenio, nació en Hitzacker, Hannover, Alemania, en 1 de marzo de 1621. Tras cursar estudios de medicina y humanidades se despertó en él un apasionado interés por la geografía que dio su primer fruto en el tratado Descriptio regni Japoniae (1649; Descripción del reino del Japón), basado en las crónicas de viajeros árabes y holandeses. 
A diferencia de otros autores de la época, que se limitaban a realizar descripciones de diversos países en las que integraban informaciones geográficas, históricas y sociales, Varenio consideró la geografía como una disciplina independiente con fines y métodos propios y estableció la división de su campo de estudio en dos ramas básicas: geografía general o universal, de carácter sistemático, cuyo objeto serían los hechos y fenómenos relativos a la Tierra en su conjunto; y geografía especial o corografía, equivalente a la posterior geografía regional. Reflejo de tales principios fue su monumental Geographia universalis (1650). 
Bernardo Varenio, cuya prematura muerte le impidió redactar la geografía especial que debía completar sus investigaciones, falleció en 1653 en Leiden, Países Bajos a los 32 años, la causa de muerte fue un percance cerebrovascular

## Obras

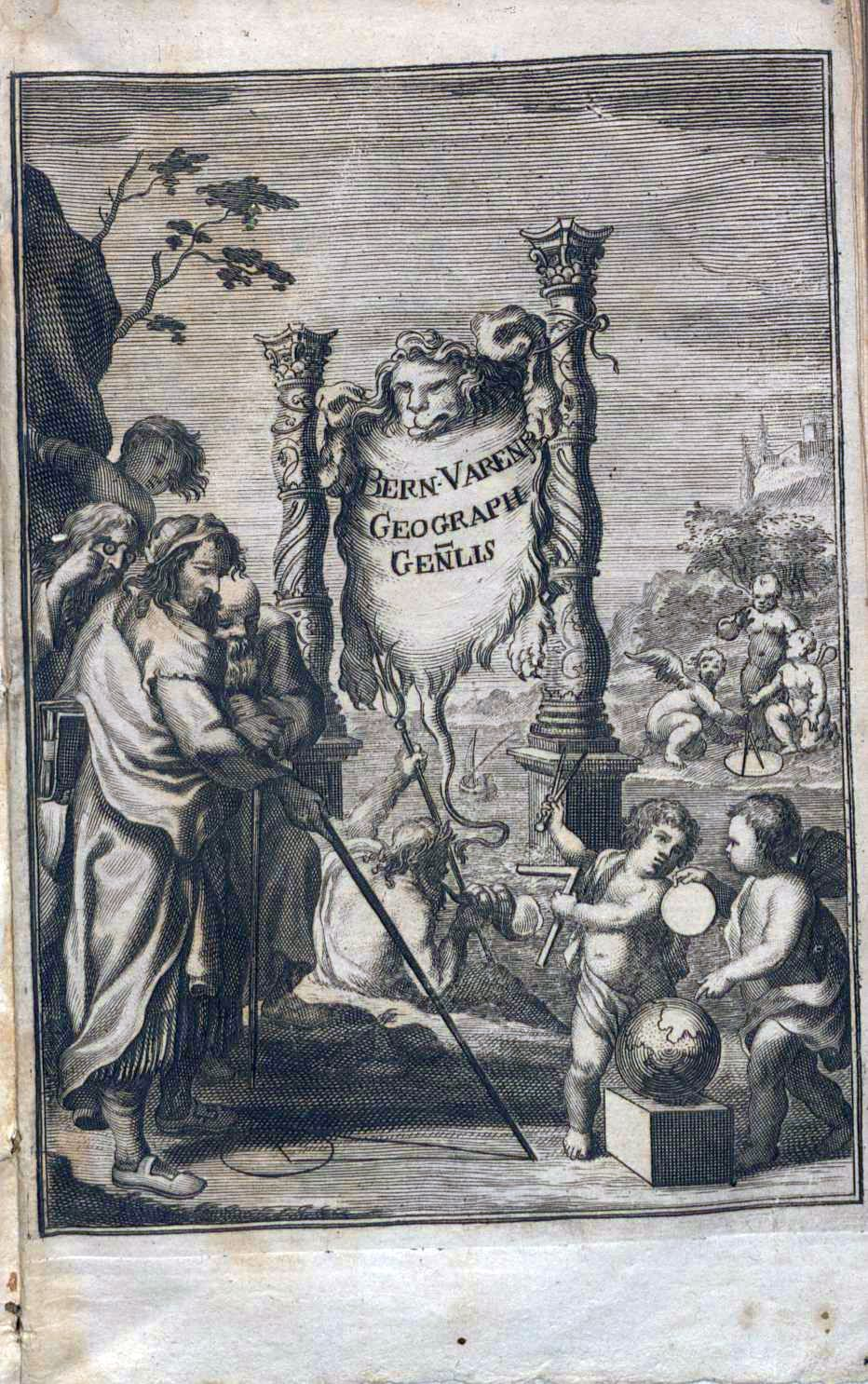
Geographia Generalis in qua affectiones generales telluris explicantur - 1715

Estos pequeños manuales son anticipo del gran libro de Varenius, que se publica en 1650, también por la Editorial Elzewir: Geografía general o, como realmente se llama, Geographia Generalis in qua affectiones generales telluris explicantur. Este libro tuvo gran éxito, con ediciones en 1672 y 1681. La Geografía, dice Varenius, se ocupa de las características y propiedades de la Tierra, de limitar y describir las regiones terrestres y su personalidad política. La divide en dos: Geografía general o universal y Geografía especial o particular, según que estudie las circunstancias geográficas de la Tierra en su totalidad o con referencia a un determinado país o parcela terrestre. 
La Geografía general de Varenius se tiene como principal contenido el estudio de la Geografía matemática o astronómica y de la Geografía física, el contenido analítico que se desarrolla en estas tres partes: la parte absoluta abarca los hechos físicos de la Tierra, su geografía física; la parte relativa se ocupa de los efectos de la latitud geográfica o situación sideral en los fenómenos terrestres; y la parte comparativa trata de distancias, áreas y elaboración de globos y mapas proporcionados. Como especial concesión a la intensa vida marinera y al tráfico marítimo del puerto de Ámsterdam, la Geografía general de Varenius se concluye con varios capítulos de náutica. En ella representa gran novedad la parte de contenido astronómico y matemático; es el primer tratado en el que se conjugan las ideas de Copérnico, Galileo y Kepler. Pero lo que le da su máximo interés es el estudio sistematizado y analítico de la Geografía general física; a tanta altura llegó, que se ha calificado también a Varenius como fundador de la Geografía física. Entre sus muchos aciertos cabe citar los capítulos dedicados a climatología, en los que recoge datos de los diarios de viaje de Barents; los referidos a las aguas marítimas (de oceani partitione per terras, propietatibus, motibus), que tienen valor de antología, y algunas consideraciones morfológicas con referencia a la zona que conocía. 
La Geografía general, aparte de su contenido propio, depara en su capítulo-introducción la sistemática de su autor con respecto a la Geografía especial. Los hechos que afectan a la geografía de un país, o Geografía especial, los agrupa Varenius en tres clases: affectiones celestes, o hechos geográficos determinados por el movimiento aparente del Sol e insolación (climatología); affectiones terrestres, o hechos que perfilan la geografía física, real y tangible, de un país; y affectiones humanae, que afectan a la población, considerada en su doble aspecto, y a las circunstancias derivadas de la actividad humana. Esta sistematización, que utiliza Varenius en la Geografía especial y en su Descripción del reino del Japón, se aplicó bien pronto a la Geografía analítica o general, de contenido algo ampliado con respecto al vereniano. Así se impuso la división de la Geografía general en astronómica o matemática, física y, humana.